# 肾上腺皮质激素
肾上腺皮质激素（adrenocortical hormones）是由肾上腺皮质分泌的激素，不同於腎上腺髓質分泌的激素（如腎上腺素）。肾上腺皮质激素包括由肾上腺皮质外层的球状带分泌的盐皮质激素，由肾上腺皮质中层的束状带分泌的糖皮质激素，及由肾上腺皮质内层的网状带分泌的性激素。